# Wilhelm J. Krefting
Wilhelm J. Krefting (Pseudonym) (* 13. Juli 1981 in Münster; bürgerlich Wilhelm Josef Krechting) ist ein deutscher Schriftsteller.

## Leben

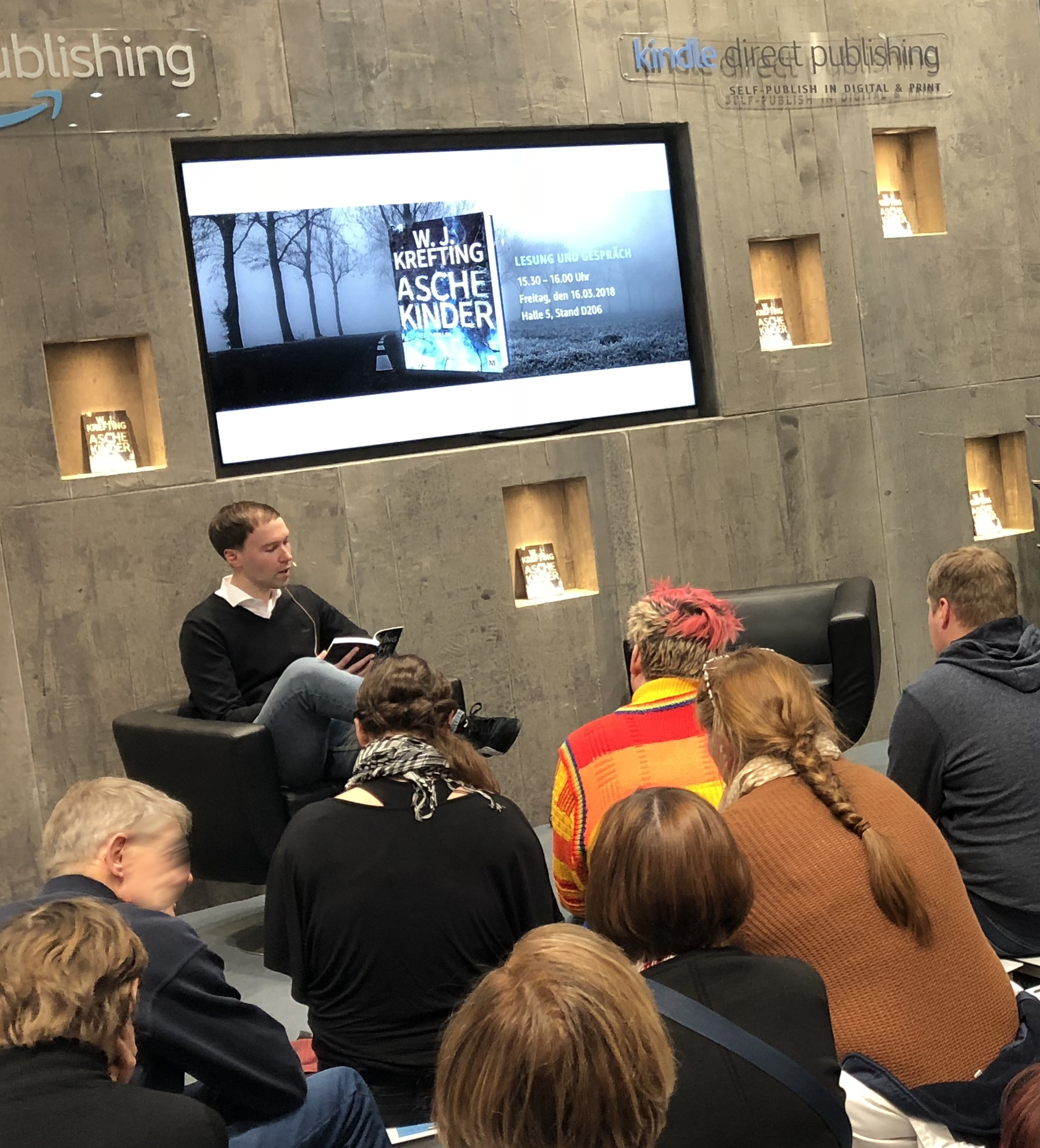
W.J. Krefting auf der Leipziger Buchmesse 2018

Krefting studierte von 2002 bis 2007 an der Westfälischen Wilhelms-Universität Münster Politikwissenschaften, Anglistik und Germanistik und schloss den Studiengang mit dem Magister Artium (M.A.) ab. Im Jahr 2008 folgte ein Journalismusstudium an der La Trobe University in Melbourne, welches mit einem Graduate Certificate in Journalism abgeschlossen wurde.
Er arbeitete während seiner Studiengänge als Freier Journalist für die Bild-Zeitung, die Westfälischen Nachrichten, Die Welt, das Hamburger Abendblatt sowie den australischen Business Spectator. Daneben absolvierte er ein Praktikum im Deutschen Bundestag.
Von 2009 bis 2011 war Krefting als Volontär bei der Rheinischen Post Mediengruppe tätig, bis er in seinem Heimatort Schöppingen als Pressesprecher bei dem Softwarehersteller shopware AG anfing.
Sein fünfter Roman Aschekinder konnte erst nach drei Monaten durch ein Buch von Joanne K. Rowling von der Spitze der Tolino-E-Book-Charts verdrängt werden.
Im März 2018 nahm Krefting an der Leipziger Buchmesse teil und hielt dort auch Lesungen und Signierstunden ab.

## Werke

### Romane
- 2013: Am siebten Tage sollst du sterben, auch: Feuergeißel[3]
- 2014: Leichenernte[4]
- 2015: Todeshimmel
- 2015: Leichenspiel
- 2016: Aschekinder
- 2017: Aschemädchen